# Jeff Winther
Jeff Winther (1988) is een Deense golfprofessional.
Winther heeft een opmerkelijke achtergrond want hij begon als greenkeeper op de Nivá Golf in Kokkedal.
In 2012 en 2013 speelde hij toernooien van de Nordic League. In mei 2013 won hij het Bravo Tours Open op Nivá en in augustus het ECCO Tour Kampioenschap. Eind 2013 was hij nummer 3 op de ranking en promoveerde hij naar de Europese Challenge Tour.

In 2014 en 2015 speelde hij daar met redelijk succes en zijn verdiensten in 2015 waren dusdanig, dat hij daarmee zijn Tourkaart voor de Europese PGA Tour verkreeg.
Tijdens het Azerbaijan Challenge Open maakte hij voor het eerst in zijn leven twee eagles in dezelfde ronde, waarna hij met -7 de leiding deelde met Edouard Espana en Garrick Porteous.

## Gewonnen
Nordic League
- 2012: SydBank Masters (-8, play-off gewonnen van Lucas Justra Bjerregaard)

ECCO Tour
- 2013: Bravo Tours Open, ECCO Tournament of Champions